# 마티아스 라파엘 라카바 곤살레스
마티아스 라파엘 라카바 곤살레스(스페인어: Matías Rafael Lacava González, 2002년 10월 24일~)는 베네수엘라의 축구 선수다. 울산 HD FC 소속 축구 선수며 K리그 등록명은  라카바다. 
2025년 1월 23일에 울산 HD에 입단했으며, K리그1과 울산 구단 역사상 첫 베네수엘라 출신 축구 선수로 이름을 올렸다.